# Hapalotremus scintillans
Hapalotremus scintillans är en spindelart som först beskrevs av Cândido Firmino de Mello-Leitão 1929. 
Hapalotremus scintillans ingår i släktet Hapalotremus och familjen fågelspindlar. Inga underarter finns listade i Catalogue of Life.